# Eduard Herbster
Eduard Herbster (* 6. Oktober 1873; † 10. März 1940) war ein deutscher Politiker (NLP und DDP).

## Leben
Neben seinem Beruf als Kaufmann war Herbster Landwirt. Er besaß eine eigene Brauerei in Schopfheim. Außerdem war er von 1913 bis 1921 Mitglied der Zweiten Kammer der Badischen Ständeversammlung, In seiner ersten Amtszeit von 1913 bis 1918 vertrat er die Nationalliberale Partei, von 1919 bis 1921 die Deutsche Demokratische Partei. Herbster war für den Wahlkreis Schopfheim und Schönau zuständig.